# Schule am Barnet-Licht-Platz

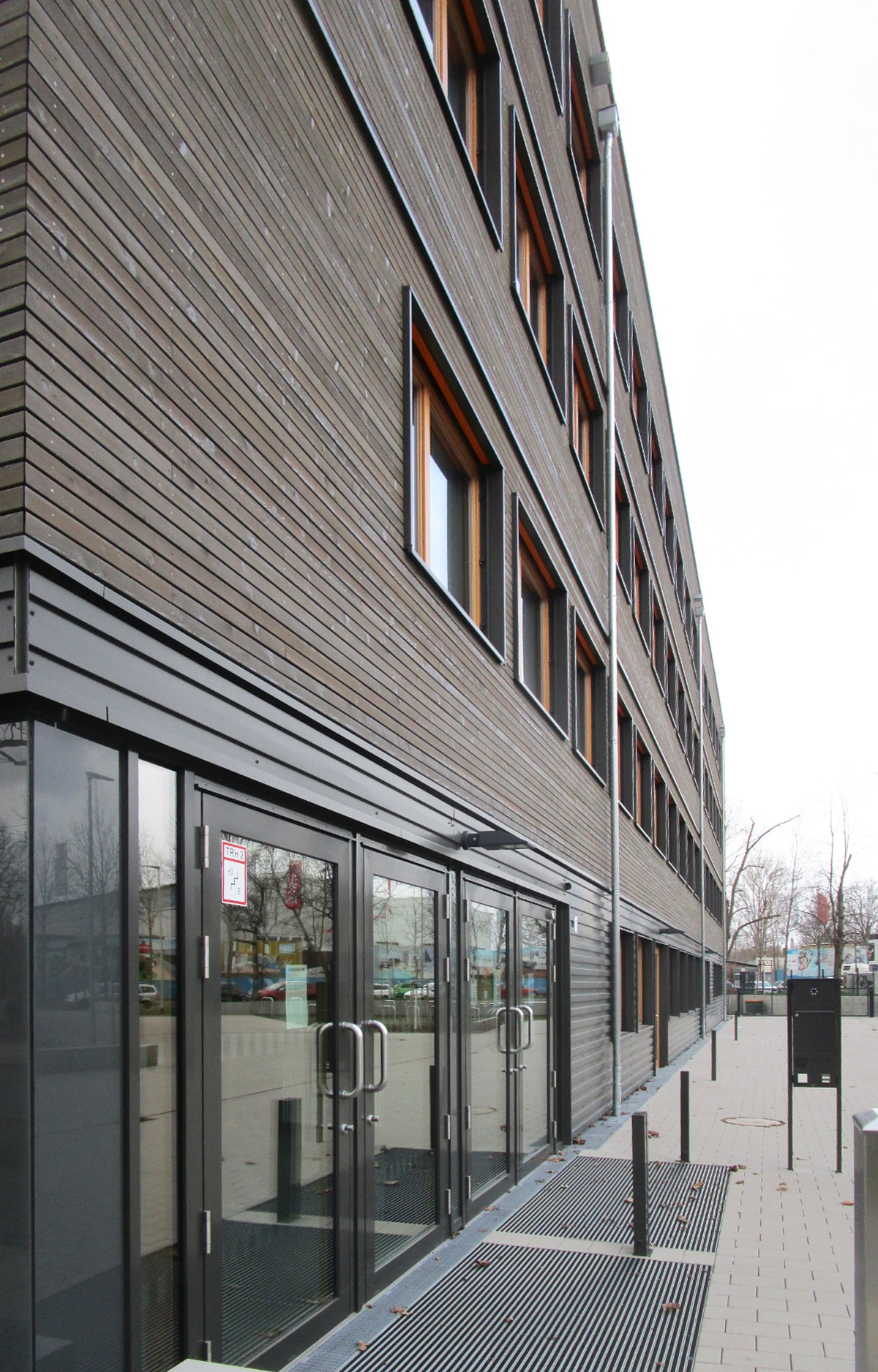
Schulgebäude in Holzbauweise (2021)

Mit der Oberschule am Barnet-Licht-Platz in Leipzig wurde erstmals im Bundesland Sachsen eine Schule in Holzbauweise gebaut. Dank der vorgefertigten Holzmodule konnte das Gebäude für 672 Schüler im Sommer 2020 nach einer Bauzeit von nur 14 Monaten fertig gestellt und dem Nutzer übergeben werden. Ab 2023/24 soll die Oberschule vierzügig geführt werden.

## Lage und Beschreibung
Der Barnet-Licht-Platz liegt an der Prager Straße zwischen Riebeck- und Kregelstraße. Die Prager Straße ist eine verkehrsreiche Ausfallstraße nach Südosten, vorbei an Altem Messegelände und Völkerschlachtdenkmal. Der Grundriss der Schule ist U-förmig mit der Öffnung des U zur straßenabgewandten Seite, sodass ein beruhigter Schulvorplatz entsteht.
Die Bruttogrundfläche der Schule mit vier Geschossen beträgt 8100 Quadratmeter. Das Schulgebäude umfasst neben Unterrichts- und Aufenthaltsräumen eine Aula und eine Mensa. Es hat einen modularen Aufbau. Das Grundmodul aus Fichtenholz hat eine Länge von 7,60 Metern, eine Breite von 2,47 Metern und eine Höhe von 3,29 Metern. Ein typischer Klassenraum besteht aus vier Modulen mit einer Gesamtfläche von 70 Quadratmetern.

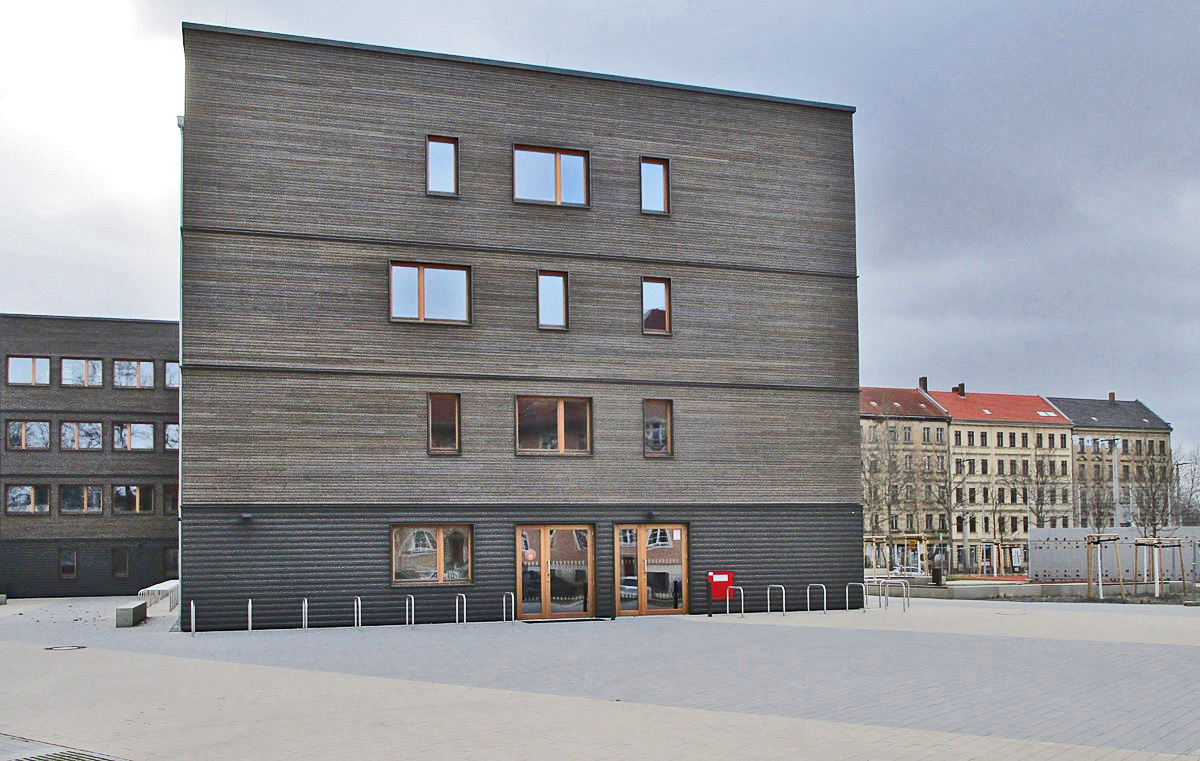
Eine der Stirnseiten

Die Gebäudefassaden umhüllt eine horizontale Verkleidung aus Holz-Rhombus-Leisten. Farbige Holzfenster und Sonnenschutzlamellen lockern das Fassadenbild auf. Nur im Erdgeschoss musste die Holzfassade, um nach der Sächsischen Bauordnung genehmigungsfähig zu sein, mit Blechen verkleidet werden. Nicht aus Holz, sondern aus Stahlbeton bestehen die Gründung, die vier Erschließungskerne sowie der Aufzugsschacht. Die Erschließungskerne steifen die Konstruktion aus und leiten die horizontalen Lasten geschossweise in die Fundamente ab.

## Planung und Bau, Kosten
Auf dem Barnet-Licht-Platz war zunächst eine Gemeinschaftsunterkunft für Flüchtlinge im Bau. Aufgrund des starken Bevölkerungswachstums in Leipzig werden derzeit viele neuen Schulen benötigt. Allein 2020 wurden vier Schulneubauten und sechs Komplexsanierungen von Schulgebäuden fertiggestellt. Da die Flüchtlingsunterkunft nicht mehr benötigt wurde, wurde der Barnet-Licht-Platz für die Errichtung der Schule in Holzbauweise freigemacht. Die Schule wurde vom Berliner Architekturbüro Kaden + Lager und dem österreichischen Unternehmen Kaufmann Bausysteme im Auftrag der Stadt Leipzig realisiert. Die Kosten für die Schule beliefen sich auf 27 Millionen Euro.